# José Luis Zalazar
José Luis Zalazar (* 26. Oktober 1963 in Montevideo) ist ein ehemaliger uruguayischer Fußballspieler, der vorwiegend im offensiven Mittelfeld agierte.

## Karriere

### Verein
Zalazar begann seine Profikarriere 1982 bei seinem Heimatverein Peñarol Montevideo, mit dem er in den Spielzeiten 1982 und 1985 die uruguayische Meisterschaft gewann. 1986 wechselte er zum mexikanischen Erstligisten Tecos de la UAG, wo er in der Saison 1986/87 auf Anhieb Torschützenkönig der mexikanischen Primera División wurde. Nach einem Jahr bei den Tecos wechselte er zum spanischen Erstligisten FC Cádiz und kehrte für die Saison 1988/89 zur Universidad Autónoma de Guadalajara zurück. In der Saison 1989/90 spielte er erneut in der spanischen Primera División, wo er diesmal beim RCD Espanyol unter Vertrag stand. Seine längste Station fand er zwischen 1990 und 1996 beim spanischen Club Albacete Balompié, zu dem er 1998 noch einmal kurzzeitig zurückkehrte und bei dem er seine aktive Karriere beendete. Mit diesem Verein gewann er in seiner ersten Saison 1990/91 die Zweitligameisterschaft und schaffte als Aufsteiger in der Saison 1991/92 einen achtbaren siebten Platz in der Primera División. In derselben Saison wurde Zalazar mit der Trofeo EFE als bestem lateinamerikanischen Spieler in der spanischen Liga ausgezeichnet.

### Nationalmannschaft
Zalazar nahm mit der uruguayischen U20-Auswahl an der U20-Südamerikameisterschaft 1983 teil und wurde Vize-Südamerikameister. Im Verlaufe des Turniers wurde er von Trainer José Etchegoyen viermal (ein Tor) eingesetzt. Im selben Jahr erreichte er mit der Celeste das Viertelfinale bei der Junioren-Fußballweltmeisterschaft 1983. Zwischen dem 13. Juni 1984 und dem 19. September 1993 absolvierte Zalazar insgesamt 29 Länderspiele für die A-Nationalmannschaft, in denen er vier Treffer erzielte. Er gehörte 1986 auch zum WM-Kader Uruguays und kam im Vorrundenspiel der WM 1986 bei der 1:6-Niederlage gegen Dänemark zum Einsatz.

## Erfolge

### Verein
- Uruguayischer Meister: 1982, 1985
- Meister der spanischen Segunda División: 1990/91

### Nationalmannschaft
- U20-Vize-Südamerikameister 1983

### Persönlich
- Torschützenkönig der mexikanischen Primera División: 1986/87
- Gewinner der Trofeo EFE: 1991/92

## Familie
Zalazars Söhne Kuki (* 1998) und Rodrigo (* 1999) verdienen ihr Geld ebenfalls als Fußballspieler.